# Hemiodus goeldii
Hemiodus goeldii är en fiskart som beskrevs av Steindachner, 1908. Hemiodus goeldii ingår i släktet Hemiodus och familjen Hemiodontidae. Inga underarter finns listade i Catalogue of Life.